# Wodonga
Wodonga, Victoria là một thành phố trong bang Victoria ở biên giới với New South Wales, Úc. Thành phố có dân số 30.000 người (năm 2010). 
Wodonga có cự ly 300 km (190 dặm) về phía đông bắc của Melbourne, Úc. Tiếp giáp với Wodonga qua biên giới là Albury của New South Wales. Wodonga nằm hoàn toàn trong phạm vi ranh giới của khu vực chính quyền địa phương thành phố Wodonga. Dân số khoảng 30.000 người, và với Albury hình thành một khu vực đô thị với khoảng 90.000người. Được thành lập như một bưu cục với thành phố sinh đôi Albury ở phía bên kia của sông Murray, thành phố phát triển sau khi khai trương cây cầu đầu tiên qua Murray vào năm 1860. Nguyên tên là Wodonga tên của nó đã được thay đổi để thành Belvoir sau đó trở lại Wodonga. Bưu điện mở cửa ngày 01 tháng 6 năm 1856 mặc dù được biết đến như là Belvoir cho đến khi 26 tháng 7 năm 1869. 